# Хочу бодаться!
«Хочу бодаться!» — советский рисованный мультипликационный фильм, созданный в 1968 году режиссёром-мультипликатором Леонидом Амальриком.

## Сюжет
Мультфильм состоит из трёх коротких новелл, не связанных между собой. Все три новеллы сняты по мотивам сказок известного детского писателя Сергея Владимировича Михалкова.

### Услужливый
В новелле рассказывается о том, как Лось, утомлённый жарким полднем, решил поспать и попросил случайно встретившегося Зайца разбудить его через полчаса. Заяц был настолько рад тому, что его помощь кому-то потребовалась, что мигом стал всячески оказывать Лосю излишние и навязчивые знаки заботы — приносить подстилку, рассказывать сказку, петь колыбельную, в то время как Лось пытался безуспешно заснуть. В результате Лось не вытерпел и, рассердившись на Зайца, плюётся в его сторону и, когда Заяц от испуга отскакивает в сторону, уходит прочь, тот кричит ему вдогонку: «Э! Куда же ты?! Ещё двадцати минут не прошло! Сам же просил разбудить через полчасика!».

### Друзья в походе
Трое друзей-туристов: Кабан, Лиса и Бобр, напевая песенку, отправились в поход. Откровенно говоря, Кабан и Лиса попросту использовали Бобра в походе — уже в начале новеллы видно, как Бобр один тащится с тяжёлым громадным рюкзаком в несколько раз больше его самого, заполненным всей провизией и вещами. Дойдя до хлипкого мостика через реку, трусливый Кабан и хитрая Лиса уговаривают Бобра перейти первым. Но мост не выдержал, сломался и Бобёр с рюкзаком рухнул в воду. Лиса с Кабаном, не желая мокнуть, в панике начинают спорить, кому из них следует спасать Бобра. Пока они спорили, Бобру самому удаётся выплыть и ещё вытащить рюкзак. Изумлённые Лиса и Кабан хвалят его и предлагают починить мост, чтобы путешествовать дальше. Но Бобр, убедившись, что они ненадёжные друзья, с которыми можно и пропасть, категорически отказывается, и бросив им рюкзак, уходит. После чего между Кабаном и Лисой возникает спор, кому теперь нести рюкзак.

### Хочу бодаться!
Маленький, неугомонный, бодливый Козлик бегает по хозяйственному двору и безуспешно пытается бодаться со всеми его обитателями — Индюком, Поросёнком и Овцой, не желающими играть в такую глупую игру. И только невозмутимо спящий в конуре Пёсик принимает приглашение бодливого забияки, но начинает играть по своим «собачьим» правилам — кусает Козлика за ногу. На недоумённый вопрос Козлика, тот сердито отвечает: «А я хочу кусаться!» и начинает гоняться за ним…

## Создатели
- Сценарий — Сергея Михалкова
- Режиссёр — Леонид Амальрик
- Художники-постановщики: Надежда Привалова, Татьяна Сазонова
- Оператор — Михаил Друян
- Композитор — Борис Савельев (в титрах указан как «Г. Савельев»)
- Звукооператор — Георгий Мартынюк
- Редактор — Зинаида Павлова
- Директор картины — Фёдор Иванов
- Художники-мультипликаторы: Олег Сафронов, Владимир Арбеков, Рената Миренкова, Юрий Бутырин, Александр Давыдов, Елизавета Комова, Иван Давыдов, Е. Муханова, Владимир Рогов, В. Максимович
- Художники-декораторы: Лидия Модель, Ирина Троянова
- Ассистенты: Галина Андреева, Мария Трусова, Н. Наяшкова
- Роли озвучивали:

Георгий Вицин — Заяц
Александр Ханов — Лось / Индюк
Степан Бубнов — Кабан
Вера Орлова — Лиса
Евгений Леонов — Бобёр
Юлия Юльская — Козлик
Юрий Хржановский — Щенок